# Холдынка
Холдынка — деревня в Вожегодском районе Вологодской области на реке Муж.
Входит в состав Нижнеслободского сельского поселения, с точки зрения административно-территориального деления — в Нижнеслободский сельсовет.
Расстояние по автодороге до районного центра Вожеги — 50,5 км, до центра муниципального образования Деревеньки — 1,5 км. Ближайшие населённые пункты — Деревенька, Черновская, Федюнинская, Окуловская, Юрковская, Засухонская, Тоделовская, Климовская.
По переписи 2002 года население — 55 человек (30 мужчин, 25 женщин). Всё население — русские.